# Stephan Wienjus
Stephan Wienjus (Amsterdam, 1958) is een Nederlands bassist.
Hij studeerde contrabas aan het Utrechts Conservatorium bij Peter Stotijn en speelde basgitaar bij popgroep Het Goede Doel. Sinds 1988 is Wienjus contrabassist bij het Radio Filharmonisch Orkest, onderdeel van het Muziekcentrum van de Omroep, en werkt hij als freelance basgitarist. Hij werkte mee aan cd-opnamen van onder anderen Herman van Veen en René Froger. 
- MusicBrainz: 3af25682-6460-4c61-8a10-36e14433159a
- Virtual International Authority File: 6342154260791324480002